# Niwai
Niwai é uma cidade e um município no distrito de Tonk, no estado indiano de Rajastão.

## Demografia
Segundo o censo de 2001, Niwai tinha uma população de 31,355 habitantes. Os indivíduos do sexo masculino constituem 53% da população e os do sexo feminino 47%. Niwai tem uma taxa de literacia de 64%, superior à média nacional de 59.5%: a literacia no sexo masculino é de 74% e no sexo feminino é de 51%. Em Niwai, 16% da população está abaixo dos 6 anos de idade.